# Guido Rey
(dall'introduzione di Alpinismo acrobatico)
(dall'introduzione di Alpinismo acrobatico)
Guido Rey (Torino, 20 novembre 1861 – Torino, 24 giugno 1935) è stato un alpinista, scrittore e fotografo italiano.

## Biografia
Nacque in una antica e facoltosa famiglia di origine francese scappata dalla madrepatria in seguito alle persecuzioni ugonotte e successivamente stabilitasi in Torino verso la fine del XVIII secolo. Suo padre era l'industriale Giacomo Vincenzo Rey (figlio di Luigia Sella, sorella di Quintino Sella, ministro del Regno e fondatore del Club Alpino Italiano) e sua madre era Lydia dei duchi de Mongenet de Renaucourt, figlia di Baldassarre, di nobile famiglia francese, emigrata in Valle d'Aosta e in Piemonte nel 1789 per sfuggire alla furia della Rivoluzione.
Frequentò il liceo, poi il padre, volle mandarlo a Londra per fargli fare pratica negli affari. Guido seguì le orme del padre per alcuni anni, poi abbandonò l'attività commerciale e industriale per dedicarsi ai viaggi. Cominciò a seguire lo zio Quintino Sella nelle sue escursioni, e iniziò così ad appassionarsi alla montagna, dedicandosi sempre più all'alpinismo. Tra le sue ascensioni, sono notevoli l'apertura di una nuova via sul monte Rosa, per la cresta che si stacca dal ghiacciaio di Grenz, e che oggi porta il suo nome, e la prima salita al Cervino per la cresta del Fürggen. In questa salita, utilizzò l'artifizio di farsi calare una scala dall'alto per superare un passaggio particolarmente difficile; in seguito, nel resoconto della scalata, pubblicato nel 1899 su La Lettura (mensile del Corriere della sera) e ripreso nel suo libro Il Monte Cervino, dichiarò che questa "sorpresa" fatta al Cervino "non era stata onesta", e che tutto sommato era lui ad essere stato sconfitto dal Cervino, non l'opposto. Aprì inoltre nuove vie su diverse montagne: Uia di Ciamarella, Uia di Bessanese, Monviso (due vie), ed effettuò la prima salita italiana della Meije, accompagnato dal cugino Alessandro Sella.
Era spesso accompagnato dal fratello Mario, che morì sul Colle del Gigante durante un'escursione con lui. Dopo questo incidente, il suo modo di andar in montagna cambiò notevolmente: in particolare, mentre prima si arrampicava spesso senza guide, dopo l'incidente si attenne ad un alpinismo classico con guide.
Fu anche fotografo molto apprezzato. Le sue fotografie appartenevano al genere della fotografia pittorialista, che ricreava quadri famosi con effetti di tableaux vivants, e gli fruttarono diversi premi: alla prima Esposizione Nazionale di Torino del 1898 ed alla seconda Esposizione Nazionale di Firenze del 1899 (dove vince la medaglia d'oro). Nel 1902 fu presente all'Esposizione Internazionale di Arte Decorativa e Moderna di Torino, ed in questa occasione ottenne rinomanza internazionale, con articoli su giornali di Londra e New York.
Nei primi anni del Novecento, all'albergo Giomein del Breuil, conobbe lo scrittore Edmondo De Amicis ed il figlio Ugo. Ne nacque una profonda amicizia che ebbe ripercussioni anche sull'attività alpinistica di Rey: questi infatti cominciò ad insegnare la pratica alpinistica a Ugo de Amicis e i due divennero presto una cordata molto affiatata. I due furono molto attivi sul Cervino, montagna che Rey scalò in tutto 5 volte, e sul versante francese del Monte Bianco, con notevoli salite all'Aiguille du Grépon, all'Aiguille des Grands Charmoz, al Dent du Requin, al Petit Dru ed all'Aiguille Verte.
Le esperienze alpinistiche di Rey furono da lui narrate in diversi articoli per le riviste dell'epoca, ed infine raccolte nel libro Il Monte Cervino, uscito a Milano nel 1904 per i tipi di Hoepli. Questo libro poteva vantare un'introduzione di Edmondo De Amicis, normalmente molto restio a tali operazioni, e splendide vedute disegnate dal suo amico, lo scultore Edoardo Rubino. Rey si dedicava, inoltre, a tenere conferenze pubbliche.
Già in precedenza però Rey aveva pubblicato un volume: dalla collaborazione con lo scrittore sardo Giovanni Saragat era infatti nato il volume Alpinismo a quattro mani, seguito nello stesso 1904 da Famiglia alpinistica. Tipi e paesaggi.
Negli anni dieci l'attività di Guido Rey si spostò sulle Dolomiti, dove si distinse sul Catinaccio, sulle Torri del Vajolet, sulla sud della Marmolada, sulla Tofana di Rozes, e sull'Antelao. Da queste esperienze nacque il suo secondo libro, Alpinismo acrobatico, uscito nel 1914.
Nel 1915, allo scoppio della prima guerra mondiale, volle dare il suo contributo; non potendo arruolarsi nelle truppe combattenti per l'età (era ormai ultracinquantenne), si mise a disposizione della Croce Rossa, insieme alla propria automobile ed al proprio autista. Durante un'azione, fu coinvolto nel ribaltamento dell'auto, e subì gravi danni all'aorta. Si ritirò quindi dall'attività alpinistica, pur continuando a passare buona parte della villeggiatura nella villa di famiglia al Breuil.
Nel 1935 si ammalò gravemente, ma a causa delle cattive condizioni del cuore non poté essere operato. Dopo alcuni mesi di agonia, morì nel palazzo di famiglia in Piazza Cavour a Torino il 24 giugno 1935.

## Omaggio
A Guido Rey è stato intitolato l'omonimo rifugio alpino, una via di Torino, una via di Aosta ed una via di Breuil-Cervinia.